# Las Brujas (Mundodisco)
Las Brujas son personajes de las novelas de la saga Mundodisco del escritor inglés Terry Pratchett.
Una de las principales líneas de historia involucra a las brujas de Lancre. Están principalmente ligadas al folklore británico de las Brujas, combinada con algo de Wicca y mostradas como una versión moderna de Las Tres Diosas del Destino (Moiras), La Doncella, La Madre y La Anciana.

## Descripción
La magia brujeril es bastante diferente de la magia de los magos que se enseña en la Universidad Invisible, y consiste principalmente en su propio sentido común, mucho trabajo duro, y encontrar la palanca adecuada que hace que todo lo relacionada con esta funcione correctamente. Ocasionalmente usan una rama de la psicología conocida como la "Cabezología" (aunque estas difieren en su aproximación al problema; si sientes que un monstruo te persigue, la psicología te convence de que el monstruo no existe, mientras que la cabezología te da una atizador y una silla, para que te enfrentes a él). Esto no quiere decir que no sean capaces de usar Magia (porque Yaya Ceravieja lo ha demostrado en varias ocasiones), sino que prefieren evitar su uso siempre que no sea completa y absolutamente necesario. Como resultado de ello, la cantidad de energía propia que se usa es bastante menor: una bruja es capaz de hacer muchas más cosas que un mago de su mismo nivel.
Otra diferencia con la magia de la Universidad Invisible es que esta se enseña en masa, en cursos con muchos alumnos, mientras que la brujería se enseña individualmente, de una bruja experimentada a su aprendiz. Aunque el talento mágico tiende a correr en familias, las brujas nunca enseñan a sus propias hijas, ya que esto complicaría su juicio en el momento del aprendizaje. 
En términos generales las brujas son mujeres, y los hombres magos, considerándose ambas magias incompatibles para el sexo opuesto. A pesar de las opiniones de estos, no hay razón para esta separación cultural, ya que hubo por lo menos una maga en la Universidad Invisible (Eskarina Herrero, cuya historia se cuenta en Ritos iguales aunque solo lo logró porque un mago moribundo le traspasó su poder y su cayado) y también son bastantes comunes en la isla de Krull (El color de la magia), mientras que se hacen varias referencias a Médicos Brujos (como en Fausto Eric), y los druidas de La luz fantástica tienen una magia más parecida a la brujeril que a la de los magos (sacrificios humanos aparte). El Vudú del Mundodisco se considera también un aspecto de la magia brujeril.
Las brujas ayudan a la gente a ayudarse a ellas mismas. Tampoco piden nada a cambio de la ayuda prestada, aunque siempre hay maneras de no pedir nada a cambio. Tata Ogg, por ejemplo, insiste en que parte de su trabajo es tomar la primera pinta de cada fermentada, y el primer pastel de cada hornada, para prevenir que se usen las fuerzas oscuras contra la gente común. Ella y Yaya Ceravieja tienden a enfatizar en cada oportunidad posible que se considera buena suerte tener a una bruja en tu casa, y muy buena suerte si se la atiende correctamente; de la misma forma Yaya asegura que su casa es alquilada, pero el dueño jamás ha reunido el valor para cobrarle el alquiler . Aun así, a pesar de las ventajas que cada bruja obtiene, toda la gente que debe tratar con ellas saben que cuando se trata de un moribundo, un parto o un enfermo. Una bruja nunca dudará en ayudar o dará la espalda. En lugares como Las Montañas del Carnero se dice: "lo primero que uno ve al nacer y lo último que ve al morir es el rostro de una bruja".
Las brujas principales son las del aquelarre de Lancre: Yaya Ceravieja, Tata Ogg, Magrat Ajostiernos y posteriormente Agnes Nitt. Existe una sub-serie orientada a jóvenes adultos que introduce un nuevo personaje, Tiffany Aching, cuya historia se va entrelazando gradualmente con la del aquelarre de Lancre.

## Origen de la brujería
Según relatan Yaya y Tata en Lores y Damas, aunque la brujería es un arte milenario, en comparación con la hechicería es relativamente nueva, estando su origen en la época donde los elfos leales a La Reina fueron exiliados fuera de esa realidad.
Antiguamente los elfos de la Reina, seres viciosos, inmorales, sociópatas y sanguinarios; vagaban libres por el mundo y disfrutaban de asesinar y destruir solo por el gusto de ver el sufrimiento ajeno. Los humanos, especialmente en las zonas rurales, debían dejar ofrendas de pan y leche en sus puertas para intentar ganar su favor o simplemente intentar repelerlos con hierro, aun así era cosa cotidiana que los hombres que salían a trabajar el campo nunca regresaran ya que habían sido torturados hasta la muerte o usados como presas en cacerías humanas; de la misma forma los niños pequeños y recién nacidos eran secuestrados para divertirse torturándolos hasta la muerte.
Las primeras brujas nacerían entre las muchas mujeres que, hartas de encontrar cunas vacías y esperar maridos que ya nunca volverían, decidieron armarse de valor y pactar con El Rey. El Rey, a diferencia de su esposa, es un regente indiscutible y poderoso como ningún otro de su especie, incluso superior a su compañera, pero a diferencia de la Reina no ve algún valor u honor en los actos atroces y hedonistas que llevan a cabo, por ello hace milenios se retiró junto con los elfos que le eran leales bajo la tierra a esperar la extinción de los humanos razonando que no había necesidad de enfrentarse a una especie con una existencia, desde su perspectiva, tan fugaz en el mundo. A pesar de esto, cuando las mujeres acudieron a él, decidió ayudarlas proporcionando el conocimiento necesario para que desarrollaran y dominaran la brujería, obteniendo con ello el poder necesario para enfrentar a la Reina y exiliarla a un plano diferente.

## El Aquelarre de Lancre
Es el grupo principal de la serie de novelas de brujas del Mundodisco. Estas comenzaron como una parodia de las tres brujas de Macbeth, y se corresponden con los arquetipos de La Doncella, La Madre y La Anciana de la Triple Diosa. También se puede decir que las tres se ciñen a diferentes estereotipos de brujas, donde Yaya es la típica bruja de cuento de hadas, Tata es la típica mujer sabia de pueblo, y Magrat la moderna y romántica wiccana. 

### Magrat Ajostiernos
Es la Doncella original del aquelarre, y cree en la energía de los cristales, los ciclos de la naturaleza, y el folclore local. 
De todos modos, por debajo de toda la joyería barata y el maquillaje oscuro, Magrat es sorprendentemente práctica. Se puede defender físicamente en caso de necesidad, y es capaz de hacer proezas de Magia (como se puede ver en Brujerías, cuando convierte una vieja puerta en un roble) capaces de impresionar a la misma Yaya Ceravieja. Es la mejor médica y herborista de la zona (porque, a diferencia de las otras dos, ella sí cree en el poder de las plantas).
Tras un largo compromiso con el Rey Verence II de Lancre, se casa con este, y deja su posición en el aquelarre. Con él tiene una hija, Esmerelda Margaret Vigilar Ortografía de Lancre. El resultado del nombre resultó de un intento de corregir un error hecho por su propia madre, que la quiso llamar "Margaret" pero no supo cómo escribir el nombre correctamente.
Durante los hechos narrados en Carpe Jugulum, cuando Yaya desaparece, Tata se hace cargo de la posición de Arpía, Magrat de la posición de Madre y Agnes de la posición de Doncella.

### Agnes Nitt
Después de que Magrat se casara con el Rey Verence II de Lancre, el rol de Doncella fue tomado por Agnes (después de los hechos de Mascarada). Agnes es una mujer sensible que sufre de una autoinducido desorden de personalidad múltiple, llamada Perdita. Aparece por primera vez en Lores y Damas, como una de las jóvenes brujas que incidentalmente dejan libre a la Reina de las Hadas y toda su cohorte. 
La persona Perdita deja a Agnes con dos puntos de vista sobre todo. La primera mente es la bien intencionada y sensible Agnes, la segunda es la dramática y rebelde Perdita. Aquellos que son propensos a la crueldad fortuita (como Perdita) dicen que dentro de una muchacha gorda hay una muchacha delgada (y mucho chocolate). La muchacha delgada de Agnes es Perdita. A Agnes no le gustaba Perdita, que era vanidosa, egoísta y cruel, y Perdita odiaba estar dentro de Agnes, a quien consideraba una bola gorda, patética y sin voluntad, pisoteada por las personas si no fuera porque era tan empinada. 
Terry Pratchett describe en Carpe Jugulum la diferencia entre ambas personalidades con la frase: "Perdita pensaba que desobedecer las reglas era, de alguna manera, interesante. Agnes pensaba que reglas como 'No caigas en este enorme pozo lleno de estacas' estaban ahí con algún propósito."
Generalmente Perdita sólo hace comentarios sarcásticos acerca de situaciones o personas, pero es capaz de tomar el control en caso de emergencias. Esta doble personalidad le da una capacidad inusual para resistir el control mental, ya que en caso de que controlen a Agnes, Perdita se hace cargo (y viceversa). Por ejemplo, cuando Lancre fue invadido por vampiros en Carpe Jugulum, Agnes/Perdita es una de las pocas personas capaces de resistirse a los poderes persuasivos/hipnóticos de estos. 
Desde el retiro de Magrat Ajostiernos (para dedicarse a la maternidad), ella ocupa el puesto de Doncella en el Aquelarre de Lancre

## Tiffany Aching
Una bruja muy joven (13 años en Wintersmith), Tifanny es originaria de La Creta (una región que tiene muchas semejanzas con la región inglesa de Wiltshire, de dónde proviene Terry), en las Montañas del Carnero. Su abuela Sarah Aching, era una pastora de ovejas, y para los estándares de la Creta, también una bruja, aunque la magia brujeril era difícil sobre terreno de la Creta, hasta que Tifanny llegó. Yaya Aching era conocida (y temida) por el Clan de la Creta de Nac Mac Feegle y se aliaron con Tiffany cuando ella se convirtió en la arpía (bruja) de las colinas. Como Tiffany fue su Kelda (su Reina, la única persona a quienes los Feegle siguen incondicionalmente, sale de la palabra escocesa 'kelda' que significa origen o fuente) por un corto período de tiempo, los Nac Mac Feegle sienten que es su responsabilidad cuidar de ella.

### "Aquelarre" en Entrenamiento
Aunque las brujas no tienen liderazgo (por más que una minoría piense que debería tenerlo), Tiffany se unió a un aquelarre que se junta los sabbats, del cual Annagramma Hawkin actúa como su líder (debido a que tiene el sombrero más alto y la voz más fuerte). 

#### Annagramma Hawkin
Apareció por primera vez en A Hat Full of Sky, y es par de Tiffany Aching, bajo la tutela de Letice Earwig (la bruja que quiso armar un comité en el cuento corto El mar y los pececitos). Puede ser muy snob y de opiniones fuertes. Tal como lo hace Letice, cree que Yaya Ceravieja solo juega con las cabezas de la gente, y es por eso que la gente cree que es tan buena bruja. 
Durante los hechos de Wintersmith Annagramma es asignada a su propia cabaña (la de la vieja Srta. Treason). Inicialmente, debido al entrenamiento inadecuado de Letice, está muy mal preparada para suplir de necesidades brujeriles a un pueblo; por lo que Tiffany y las otras brujas del nuevo aquelarre se toman turnos para entrenarla apropiadamente, convirtiéndola en una bruja-como-debe-ser, ganando la confianza necesaria para un puesto. 

#### Petulia Gristle
Petulia es una joven bruja, aprendiz de Gwinifer 'Vieja Madre' Blackcap (una bruja especializada en animales, particularmente cerdos), muy aficionada a las joyas ocultas. Un alma bien intencionada a la que Annagramma denigra constantemente, debido a su trabajo con cerdos y a que dice 'Umm' demasiado. 
Para los hechos de Wintersmith, Petulia ha ganado considerable respeto por la zona de las Montañas de los Carneros, debido a su desempeño en el Concurso Anual de Brujas, y se ha convertido en la Bruja de Cerdos, un término honorífico, a excepción de cuando Annagramma lo usa. Pero ayudó a esta cuando Tiffany se le pido (cuando consigue su propia cabaña)

#### Dimmity Hubbub
Dimmity es una joven bruja aprendiz, miembro del joven aquelarre. Aparece por primera vez en A Hat Full of Sky, en el que incendia su propio sombrero, y luego hace explotar una cura para el dolor de dientes. 

#### Lucy Warbeck
Otra joven bruja del grupo, que usa el término "cual" demasiado. Aparece por primera vez en A Hat Full of Sky, y brevemente en Wintersmith, y entrena para ser una Buscadora de Brujas, bajo la tutela de la Srta. Perspicacia Tick.

## Otras Brujas
Otras brujas que aparecen en los libros son: 

### Sarah 'Yaya' Aching
Yaya Aching era la abuela de Tiffany Aching y muy buena amiga del Clan de la Creta de Nac Mac Feegle. Era su arpía (su bruja, en el lenguaje de los Feegle). Muere unos años antes de los hechos de The Wee Free Men, así que solo aparece como historias cortas dentro de los libros de Tiffany. Ella no pensaba en sí misma como una bruja (al menos no abiertamente), pero Tiffany no tiene ninguna duda acerca de que lo era y es el modelo a seguir de la joven bruja. 
Según la creencia de las brujas una persona que nace en una región con suelo blando carece absolutamente de potencial para ser una bruja ya que sin un suelo sólido nada sustenta el poder o carácter que se necesita, por lo que la gente de la Creta no posee potencial y las supersticiones consideran a las brujas seres malignos que deben exterminarse, como resultado no existen cónclaves en esa región y la mayoría de las brujas la evitan.
Yaya Aching no usaba magia (al menos no visiblemente) así que en los estándares brujeriles, eso es la marca de una muy buena bruja, tampoco recibió adiestramiento ni enseñanzas, solo la experiencia y carácter que formó en su vida, obteniendo cualquier poder y conocimiento solo por medio de su propio trabajo. En las palabras de Yaya Ceravieja, "esa es una bruja que me hubiera gustado conocer". Fumaba tabaco Jolly Sailor (Marinero Alegre), preparaba Linimento de Ovejas (una bebida aparentemente alcohólica, que no es preparada exactamente para darle a las ovejas enfermas), y tenía dos perros pastores, cuyos nombres eran Trueno y Relámpago y se movían tan rápido que incendiaban el aire y sus pieles brillaban más que el sol.
Sabía más sobre ovejas que las mismas ovejas. Y lo que cada pastor joven quería, realmente quería, más que ninguna taza tonta o cinturón de premio de concurso, era verla sacar la pipa de su boca cuando dejaba el ruedo (ella nunca oficiaba de juez en los concursos, pero siempre estaba allí para estos) y decir tranquilamente, ‘Servirá’, porque eso significaba que era un verdadero pastor y que todos los otros pastores lo sabrían también.

### Gwinifer 'Vieja Madre' Blackcap
Tutora de Petulia Gristle, es una bruja que es muy buena con los animales (y de ahí la habilidad de su pupila).

### Aliss Demurrage
Aliss Demurrage, o la Negra Aliss tal como era conocida, nunca apareció en los libros, pero es referenciada en muchos de estos, como la bruja más poderosa que hubo (hasta que apareció Esme Ceravieja). Sabía todos los trucos que una bruja debería saber, y conocía el Poder de las Historias, Tata Ogg decía que podía manejar hasta tres de estas a la vez. Tenía dientes y uñas negras debido a su afición a los dulces, y encontró su final cuando fue arrojada dentro de su horno por un par de niños (a la Hansel y Gretel). 
Aliss entrenó a Nanna Plumb, que entreno a Goody Heggety, que entreno a Nanny Gripes, que entreno a Yaya Ceravieja. Esme es tanto o más poderosa que Aliss, algo que preocupa constantemente a Yaya, ya que no quiere volverse cegada por el poder tal como le pasó a esta. 

### Vieja Madre Dismass
Una bruja muy vieja, que ha estado contando la fortuna por tanto tiempo, que es difícil mantener su atención en el presente (en las palabras de Yaya Ceravieja, "tiene la retina desprendida de su segunda visión"). Su boca parece estar fuera de sincronía con lo que habla, y sus pisadas pueden escucharse hasta diez minutos antes de que ella pase de visita. 

### Sra. Letice Earwig
La esposa de un mago retirado, y en su perspectiva, una organizadora natural (sobre todo cosas que no necesitan ser organizadas). Ella (y nadie más) pronuncia su nombre "Ajgüig". Usa una gran cantidad (a niveles industriales) de joyería ocultista que no hace nada. A Yaya Ceravieja no le gusta la Sra. Earwig (más aún que la mayoría de la gente), diciendo que reduce la brujería a simplemente hacer "shopping". La Sra. Earwig no es mala, simplemente muy snob, y con la creencia inamovible que ella debería ser la líder de las brujas (por lo menos de la región de las Montañas de los Carneros). 
Annagramma Hawkin es su estudiante estrella (de hecho, su única estudiante), y su aproximación a la enseñanza se basaba en el poder de los cristales, círculos mágicos y cánticos de encantamiento. Escribió un libro llamado "Magick" (la k es para distinguir entre la Verdadera Magia, del trabajo que hacen el resto de las Brujas).
Es la auto nombrada Directora del Comité para las Pruebas de Brujas (en el cuento corto El mar y los pececitos) y en esta posición trató de convencer a Yaya Ceravieja de que no participara ese año, para dejarle espacio a ganar a las nuevas generaciones.

### Hilta Fallacabras
Una bruja que armó su reputación vendiendo medicinas (dice Yaya) con nombres como Aceite de Tigre, Plegaria de Doncella o Ayuda para el marido. Es la dueña originaria de la escoba de Yaya (la que necesita unos metros de corrida para darle suficiente impulso para que tome vuelo), y aparece brevemente en Ritos Iguales.

### Ammeline 'Goodie' Hamstring
Ammeline Hamstring, también conocida como 'Goodie' Hamstring era una bruja de la zona de Lancre, de las Montañas del Carnero. Aparece brevemente en Mort, y fue la primera persona que Mort recogió como aprendiz de La Muerte. 
Como cualquier practicante de Magia del disco, sabe con algo de anticipación la fecha exacta de su muerte, así tiene tiempo para finalizar cualquier asunto pendiente que tenga. 
Cuando Mort llega, es una señora muy mayor, con una nariz ganchuda y usando una vestido de lana gris. Cuando Mort corta la línea conectando su alma con su cuerpo, liberada del campo mórfico del cuerpo, cambió su forma al de su "yo interior", una bella joven de pelo largo, esbelta, con un vestido color esmeralda. 
Por su elección decide quedarse en la cabaña, y no avanzar a la vida-después-de-la-muerte.

### Srta. Level
Una bruja para que la frase "solo tengo un par de manos" es bastante inapropiada, porque tiene una sola mente, en dos cuerpos. Antes trabajaba en un circo, leyendo su propia mente. Luego de la muerte de uno de sus cuerpos, fue capaz de usar su "miembro fantasma" de forma física. Es una persona inteligente y bien intencionada, y es la tutora de Tiffany Aching en A Hat Full of Sky. 

### Perspicacia Lento
Perspicacia Lento es una Buscadora de Brujas, una bruja que viaja constantemente, en busca de jóvenes con potencial de brujas, y luego se encarga de buscar una tutora adecuada para estas. Ya que bastante seguido se encuentra en zonas donde las brujas son Persona non grata, tiene un sombrero que se pone puntiagudo solo cuando se tira de un piolín. Debido a su estudios en el Colegio de Quirm para Jóvenes Damas (el mismo colegio en el que Susan Sto Helit es alumna durante los hechos de Soul Music), que como parte de su educación, se toma la capacidad para nadar completamente vestida en agua fría como una manera correcta de forjar el carácter de una persona. Esta educación le permite estar bajo el agua por períodos prolongados, y así escapar del castigo de los supersticiosos cazadores de brujas. Para ayudar a esta tarea, escribió anónimamente el Magavenatio Obtusis (literalmente, Para Tontos), un manual para cazadores de brujas, con información vital como: ahogar a las brujas, en lugar de quemarlas; y darles un lugar muy cómodo para dormir, y una comida abundante, para que sea más fácil capturarlas durante el sueño.

### Lucy 'Diamanda' Tockley
Aunque su nombre es Lucy, cree que Diamanda es más... brujeril. Nació en Lancre, pero se fue del pueblo para asistir al colegio. Volvió mientras el aquelarre viajaba por el Disco en los hechos de Brujas de Viaje. Ella armó uno propio (en el cual estaba Agnes Nitt), insistiendo que la Sabiduría de los Antiguos era algo más significativo que algo que todas las personas viejas sabían. Terminó abriendo un portal hacia el reino de las Hadas con poder otorgado por la reina de estas (un poder que le permitió enfrentarse a Yaya Ceravieja de manera pareja).

### Eumenides Treason
Una bruja venerable (clama tener 113, pero en realidad tiene 111, solo que 113 es más dramático), quien toma como aprendiz a Tiffany Aching tres meses antes de los hechos de Wintersmith. La Srta Treason usa dos bastones para caminar, y es sorda y ciega, pero logra desempeñarse perfectamente haciendo préstamos de cualquier ser que se encuentre alrededor. Todas las brujas se especializan en algo, y la especialidad de la Srta Treason es la Justicia. La gente va a su cabaña a arreglar disputas, y encuentra que es muy difícil mentirle a esta (así que nadie lo intenta). 
La Srta Treason muere en los eventos de Wintersmith, y como todas las brujas, sabe el día y hora de su muerte con algo de anticipación, por lo que hace una ceremonia funeraria con todas sus compañeras brujas el día antes de su muerte. Su cabaña pasa a ser posesión de Annagramma Hawkin.

### Alison Ceravieja
La abuela de Yaya Ceravieja, y una bruja muy poderosa. Los Ceravieja tienen una línea de sangre con magia muy poderosa (en La luz fantástica, el archicanciller de la Universidad Invisible es Galder Ceravieja, que en Lores y Damas Yaya indica que se trataba de un primo lejano). En Carpe Jugulum, se indica que los rumores que hacia su final se había "vuelto mala", probaron ser infundados. 

### Erzulie Gogol
La Srta Gogol es una practicante de Vudú que vive en Genua. Asiste al aquelarre de Lancre en librarse de un hada madrina que está tratando de cumplir los deseos de todos (los que ella cree que son necesarios, no los que realmente son necesarios). Tiene un gallo negro llamado Legba (en honor a Papa Legba, un loa vudú que es intermediario entre la humanidad y los demás loas), que es una de las pocas criaturas capaces de asustar a Greebo, el gato de Tata Ogg. 

### Eskarina Herrero
La única mujer en la historia del Mundodisco que logró ser admitida en la Universidad Invisible y estudiar magia. Fue instruida como bruja por Yaya Ceravieja a una edad muy temprana. Su primera aparición es en Ritos iguales, pero reaparece con suma importancia en I Shall Wear Midnight. Posee control sobre el tiempo y el espacio, debido a sus estudios con Simon. Puede crear dimensiones alternativas para "charlar" y moverse libremente gracias a la teoría de "Cuerdas Elásticas"